# Charles Rousselière
Charles Rousselière (Sant-Nazaire-d'Aude, França, 17 de gener de 1875 – Joué-lès-Tours, França, 11 de maig de 1950) fou un tenor operístic francès que va actuar principalment a l'Òpera de París, l'Òpera de Montecarlo, i l'Opéra-Comique de París. Va cantar en diverses estrenes d'òperes, incloent-hi el paper de Julien de Gustave Charpentier i el de Giorgio en Amica de Pietro Mascagni.
Rousselière va néixer en Sant-Nazaire-d'Aude, un poble del Llenguadoc-Rosselló, on va treballar com a ferrer abans d'estudiar música amb Edmond Vergnet, Alfred Giraudet i Léon Achard al Conservatori de Paris. Va treballar als cafè teatres, esdevenint un dels més coneguts del Petit Ramponneau de Montmartre, regentat per Théophile Pathé, germà de Charles Pathé, a través de qui va enregistrar el seu primer cilindre de música.
Va fer el seu debut en un escenari d'òpera cantant el paper de Samson de l'òpera Samson et Dalila de Camille Saint-Saëns a l'Òpera de París el 1900. Va actuar també al Metropolitan Opera de Nova York, on va debutar fent el paper de Roméo de Roméo et Juliette de Charles Gounod el 1906, així com a Berlín, Buenos Aires i Milà. Va cantar el paper d'Ulysse en l'estrena de 1913 de l'òpera Pénélope de Gabriel Fauré, a l'Opéra de Montecarlo, rol que va repetir el 1919 a l'Opéra-Comique de París. El 1914 va estrenar el rol de Lorenzo de l'obra Béatrice d'André Messager, també a Montecarlo.
Rousselière va cantar a Buenos Aires per primer cop el 1907 al Teatre de la Òpera en un representació de Don Carlos de Giuseppe Verdi, amb Salomea Kruscenisky, Marie Claessens, Giuseppe De Luca i Adam Didur. Fou el primer Andréas en l'estrena a Buenos Aires de Théodora de Xavier Leroux (paper que ell havia estrenat a Montecarlo el 19 de març de 1907), amb Claessens i De Luca. El 1908, també a Buenos Aires, va cantar de nou el paper d'Andréas, el de Siegmund de Die Walküre de Richard Wagner i el de Thésée en l'estrena a Buenos Aires d'Ariane de Jules Massenet. El 1910, al Teatro Colón de Buenos Aires, va cantar el paper de Licinius en la reestrena en aquell teatre de La Vestale de Gaspare Spontini, amb Ester Mazzoleni, Alice Cucini, Francesco María Bonini i Giulio Cirino. Aquell any va ser el primer Loge en Das Rheingold de Wagner, amb Didur, De Luca i Lina Pasini-Vitale. També va cantar Siegmund amb Pasini-Vitale i Didur, Samson amb Cucini i Canio amb Titta Ruffo. Va tornar al teatre el 1914, sent el primer Parsifal al Teatro Colón, amb Rakowska i la direcció de Tullio Serafin, cantant a més Siegfried i Samson.
Rousselière sempre cantà en italià, tret del paper de Siegfried, que cantà en francès, tot i que la resta del repartiment ho feia en italià.
A Madrid, entre 1910 i 1920, va cantar Loge, Tristan, Siegmund, el dos Siegfrieds i Parsifal.
Va fer un cert nombre d'enregistraments entre 1903 i 1930.
Rousselière va morir a Joué-lès-Gires a l'edat de 75 anys.